# Sarah Hudson
Sarah Hudson (* 1984 in Los Angeles, Kalifornien) ist eine US-amerikanische Popsängerin und Gründer des Club-Pop-Musikprojekts Ultraviolet Sound. Sie ist die Tochter des Musikproduzenten und TV-Popsängers aus den 1970ern, Mark Hudson.

## Leben
Sarah Hudson wurde als Tochter eines Musikproduzenten und Pop-Sängers der 1970er Mark Hudson (von den Hudson Brothers) und einer europäischen Tänzerin Wendy Gotelee in Los Angeles geboren. Sie wuchs in Los Angeles auf. Bereits als Kind nahm sie an Tanz- und Musiktheatern teil. Hudson wurde im Alter von drei Jahren bereits professionell von dem Stimmtrainer Mary Drummond, Elisabeth Howard und Dena Murray unterrichtet.
Als Teenager nahm sie Hintergrund- und Gastgesang für einige etablierten Popsänger auf und begann im Alter von 18 Jahren mit dem Schreiben von eigenen Songs.

## Musikkarriere

### 2005 bis 2006: Debütalbum
Hudsons ehemaliges Plattenlabel, S-Curve Records, wurde geschlossen, bevor ihr Debütalbum Naked Truth (2005) offiziell veröffentlicht wurde. Mitwirkende des Albums waren unter anderen Desmond Child, Eric Bazilian, Billy Mann, Ozzy Osbourne und der Aerosmith-Sänger Steven Tyler. Hudson hatte Interviews in den Zeitschriften Women's Wear Daily, YM, Seventeen, Teen Vogue und Elle.

### Seit 2007: Ultraviolet Sound
Ende 2007 begann Hudson neues Musikprojekt namens „Ultraviolet Sound“. Die Gruppe, die auch als UVS bekannt ist, veröffentlichte ihr erstes Album O.C.D. (Obsessive Compulsive Dancing) unabhängig im April 2008. Die Band unterhielt eine Partnerschaft für O.C.D mit „Adidas Originals“ und sammelte insgesamt über 135.000 Downloads.
2008 war UVS fast ausschließlich auf Tourneen, unter anderem hatte das Projekt eine Show in Toronto im „Circa“ mit den DJ-Superstars SebastiAn und Kavinksy, eine 35-Städte-Tour mit der Crunk-Rock-Band Family Force 5 aus Atlanta, eine Show in Vegas mit Lady Gaga, eine „SXSW Performance“ zusammen mit Robyn, N.E.R.D, Dragonette, Katy Perry und anderen großen Künstlern. Ultraviolet Sound verbreiteten ihre Musik erstmals international im März 2009 auf einer 20-tägigen Tour in dem Vereinigten Königreich, mit Auftritten in London, Manchester, Edinburgh, Glasgow, Brighton und Nottingham.
UVS neues Album wurde weltweit am 12. April 2011 veröffentlicht. Auf ihrer MySpace-Seite wurden Vorschauen von ihren neuen Songs hochgeladen, unter anderem von den Songs „Fuck'd Up“ featuring Izza Kizza, „Electric Misfit Love Machine“ und „La La Love“.
Am 28. Juli 2010 veröffentlichten sie die erste Single des Albums, „Suck My Kiss“, auf ihrer MySpace-Seite. Am 14. September 2010 wurde die Single dann digital auf iTunes veröffentlicht, zusammen mit drei Remix-Versionen des Songs.

## Fernsehkarriere
Hudson nahm an der Reportage „The Way The Music Died“ der Fernsehserie Frontline teil. Sie war außerdem in einer Folge der ersten Staffel von Project Runway, in der die Wettkämpfer Rock-Musik-Fashion entwerfen sollten, welches ihr Image widerspiegelt. Sie wurde als „aufgehender und kommender Rock-Stern“ bezeichnet.

## Persönliches
Ihr Pate ist Steven Tyler und ihre Patin Goldie Hawn, die ehemals mit ihrem Onkel Bill Hudson verheiratet war. Sie ist eine Cousine von Kate Hudson und Oliver Hudson.
Hudson lebt derzeit ab und zu in New York City und Los Angeles.

## Diskografie

### Alben
- 2005: Naked Truth
- 2008: O.C.D. (Obsessive Compulsive Dancing) unter Ultraviolet Sound
- 2011: Ultraviolet Sound unter Ultraviolet Sound

### Extended Plays
- 2006: Fast, Cheap And Out Of Control unter UltraViolet

### Singles
- 2010: Suck My Kiss

### Musikvideos
| Jahr | Song                                    | Album                                 |
| ---- | --------------------------------------- | ------------------------------------- |
| 2007 | „Girl On the Verge“                     | Naked Truth                           |
| 2007 | „Gimme My Electro“                      | Fast, Cheap and Out of Control        |
| 2008 | „O.C.D. (Obsessive Compulsive Dancing)“ | O.C.D. (Obsessive Compulsive Dancing) |
| 2010 | „Suck My Kiss“                          | Ultraviolet Sound                     |
| 2011 | „Video Megamix“                         | Ultraviolet Sound                     |
| 2011 | „Girl Talk“                             | Ultraviolet Sound                     |

## Filmografie
- 2004: Frontline (Fernsehserie)
- 2005: Project Runway
- 2020: Hillbilly-Elegie (Hillbilly Elegy)
- 2020: Phineas und Ferb: Candace gegen das Universum (Phineas and Ferb: Candace Against the Universe, Stimme)